# شريف كوش
شاري كوخ (بالألمانية: Shari Koch)‏ هي راقصة على الجليد ألمانية، ولدت في 23 سبتمبر 1993 في غومرسباخ في ألمانيا.

## وصلات خارجية
- شريف كوش على موقع الاتحاد الدولي للتزلج (الإنجليزية)